# Gran Premio de Suecia de Motociclismo de 1975
El Gran Premio de Suecia de Motociclismo de 1976 fue la octava prueba de la temporada 1975 del Campeonato Mundial de Motociclismo. El Gran Premio se disputó el 20 de julio de 1975 en el Circuito de Anderstorp.

## Resultados 500cc
El británico Barry Sheene ganó este Gran Premio, demostrando que las Suzuki rodaron mucho  mejor que las Yamaha en esta carrera. En todo caso, el gran triunfador fue otro británico, Phil Read, que se aprovechó de los abandonos de Giacomo Agostini y Teuvo Länsivuori para ponerse a comandar la clasificación general.
| Pos. | Piloto             | Moto            | Tiempo      | Pts. |
| ---- | ------------------ | --------------- | ----------- | ---- |
| 1    | Barry Sheene       | Suzuki          | 48' 30" 699 | 15   |
| 2    | Phil Read          | MV Agusta       | +51" 070    | 12   |
| 3    | John Williams      | Yamaha          | +1' 02" 465 | 10   |
| 4    | Gianfranco Bonera  | MV Agusta       | +1' 12" 104 | 8    |
| 5    | Dieter Braun       | Yamaha          | +1' 12" 466 | 6    |
| 6    | Pentti Korhonen    | Yamaha          |             | 5    |
| 7    | Gérard Choukroun   | Yamaha          |             | 4    |
| 8    | Edmar Ferreira     | Yamaha          | +1 Vuelta   | 3    |
| 9    | Jack Findlay       | Yamaha          | +1 Vuelta   | 2    |
| 10   | Pekka Nurmi        | Yamaha          | +1 Vuelta   | 1    |
| 11   | Alex George        | Yamaha          | +1 Vuelta   |      |
| 12   | Tom Herron         | Yamaha          | +1 Vuelta   |      |
| 13   | Mimmo Cazzaniga    | Harley-Davidson | +1 Vuelta   |      |
| 14   | Olivier Chevallier | Yamaha          | +1 Vuelta   |      |
| 15   | Roland Nilsson     | Yamaha          | +1 Vuelta   |      |
| 16   | Ingemar Larsson    | Yamaha          | +1 Vuelta   |      |
| 17   | Björn Hasli        | Yamaha          | +2 Vueltas  |      |
| Ret  | Barry Ditchburn    | Kawasaki        | Ret         |      |
| Ret  | Tapio Virtanen     | Yamaha          | Ret         |      |
| Ret  | Børge Nielsen      | Yamaha          | Ret         |      |
| Ret  | Teuvo Länsivuori   | Suzuki          | Ret         |      |
| Ret  | Patrick Pons       | Yamaha          | Ret         |      |
| Ret  | Armando Toracca    | Suzuki          | Ret         |      |
| Ret  | Giacomo Agostini   | Yamaha          | Ret         |      |
| Ret  | Karl Auer          | Yamaha          | Ret         |      |
| Ret  | Chas Mortimer      | Maxton-Yamaha   | Ret         |      |
| Ret  | Mick Grant         | Kawasaki        | Ret         |      |
| Ret  | Philippe Coulon    | Yamaha          | Ret         |      |
| Ret  | John Newbold       | Yamaha          | Ret         |      |
| Ret  | Charlie Williams   | Yamaha          | Ret         |      |
| DNQ  | Steve Ellis        | Yamaha          | DNQ         |      |
| DNQ  | Víctor Palomo      | Yamaha          | DNQ         |      |
| DNQ  | Bosse Granath      | Husqvarna       | DNQ         |      |

## Resultados 250cc
En la carrera de 250 cc, el italiano Walter Villa demostró aún más su dominio en esta categoría esta temporada al ganar su quinta carrera en esta temporada. Su compañero de equipo, el francés Michael Rougerie tuvo que abandonar. Le acompañaron en el podio Otello Buscherini y Tapio Virtanen.
| Pos. | Piloto              | Moto            | Tiempo      | Pts. |
| ---- | ------------------- | --------------- | ----------- | ---- |
| 1    | Walter Villa        | Harley-Davidson | 50' 21" 512 | 15   |
| 2    | Otello Buscherini   | Yamaha          | +1" 597     | 12   |
| 3    | Tapio Virtanen      | MZ              | +52" 715    | 10   |
| 4    | Victor Palomo       | Yamaha          | +56" 870    | 8    |
| 5    | Paolo Pileri        | Yamaha          | +57" 034    | 6    |
| 6    | Dieter Braun        | Yamaha          |             | 5    |
| 7    | Patrick Pons        | Yamaha          |             | 4    |
| 8    | Edmar Ferreira      | Yamaha          |             | 3    |
| 9    | Pentti Korhonen     | Yamaha          |             | 2    |
| 10   | Chas Mortimer       | Maxton-Yamaha   |             | 1    |
| 11   | Leif Gustafsson     | Yamaha          |             |      |
| 12   | Harald Bartol       | Yamaha          |             |      |
| 13   | Bruno Kneubühler    | Yamaha          |             |      |
| 14   | Pekka Nurmi         | Yamaha          |             |      |
| 15   | Gérard Choukroun    | Yamaha          |             |      |
| 16   | Jean-François Baldé | Yamaha          |             |      |
| 17   | Hans Hallberg       | Yamaha          |             |      |
| 18   | Roland Nilsson      | Yamaha          |             |      |
| Ret  | Johnny Cecotto      | Yamaha          | Ret         |      |
| Ret  | Michel Rougerie     | Harley-Davidson | Ret         |      |
| Ret  | Alex George         | Yamaha          | Ret         |      |
| Ret  | Tom Herron          | Yamaha          | Ret         |      |
| Ret  | Olivier Chevallier  | Yamaha          | Ret         |      |
| Ret  | John Williams       | Yamaha          | Ret         |      |

## Resultados 125cc
En el octavo de litro, el italiano Paolo Pileri volvió a ganar y certifica aún más su dominio en esta categoría. El domino de las Morbidelli fue absoluto ya que Pier Paolo Bianchi acabó segundo.
| Pos. | Piloto              | Moto           | Tiempo      | Pts. |
| ---- | ------------------- | -------------- | ----------- | ---- |
| 1    | Paolo Pileri        | Morbidelli     | 48' 03" 184 | 15   |
| 2    | Pier Paolo Bianchi  | Morbidelli     | +4" 150     | 12   |
| 3    | Eugenio Lazzarini   | Piovaticci     | +36" 073    | 10   |
| 4    | Kent Andersson      | Yamaha         | +51" 036    | 8    |
| 5    | Johann Zemsauer     | Rotax          | +1' 34" 835 | 6    |
| 6    | Bruno Kneubühler    | Yamaha         | +1 Vuelta   | 5    |
| 7    | Henk van Kessel     | AGV Condor     | +1 Vuelta   | 4    |
| 8    | Pentti Salonen      | Yamaha         | +1 Vuelta   | 3    |
| 9    | Johnny Svensson     | Bastard-Yamaha | +1 Vuelta   | 2    |
| 10   | Per-Edvard Carlsson | Maico          | +1 Vuelta   | 1    |
| 11   | Kurt-Ivan Carlsson  | Yamaha         |             |      |
| 12   | Lennart Lundgren    | Maico          |             |      |
| 13   | Seppo Kangasniemi   | Yamaha         |             |      |
| 14   | Horst Seel          | Maico          |             |      |
| 15   | Hans-Jürgen Hummel  | Yamaha         |             |      |
| 16   | Steen Ahrentzen     | Maico          |             |      |
| 17   | Wolfgang Rubel      | Maico          |             |      |
| 18   | Kari Lathinen       | Yamaha         |             |      |
| 19   | Kai Lindström       | Yamaha         | Ret         |      |
| Ret  | Cees van Dongen     | Bridgestone    | Ret         |      |
| Ret  | Leif Gustafsson     | Yamaha         | Ret         |      |
| Ret  | Harald Bartol       | Suzuki         | Ret         |      |
| Ret  | Matti Kunnunen      | Maico          | Ret         |      |

## Resultados 50cc
En la categoría de menor cilindrada, el español Ángel Nieto se proclamó campeón de la categoría. El zamorano se conformó con ser segundo por detrás del italiano Eugenio Lazzarini, que se impuso en esta Gran Premio. De esta manera, Nieto suma su sexto título mundial en su palmarés.
| Pos. | Piloto               | Moto              | Tiempo      | Pts. |
| ---- | -------------------- | ----------------- | ----------- | ---- |
| 1    | Eugenio Lazzarini    | Piovaticci        | 32' 06" 458 | 15   |
| 2    | Ángel Nieto          | Van Veen-Kreidler | +38" 554    | 12   |
| 3    | Hans-Jürgen Hummel   | Kreidler          | +48" 384    | 10   |
| 4    | Nico Polane          | Kreidler          | +53" 937    | 8    |
| 5    | Gerhard Thurow       | Kreidler          | +54" 001    | 6    |
| 6    | Theo Timmer          | Jamathi           |             | 5    |
| 7    | Rudolf Kunz          | Kreidler          |             | 4    |
| 8    | Jan Huberts          | Jamathi           |             | 3    |
| 9    | Ulrich Graf          | Kreidler          |             | 2    |
| 10   | Robert Lavér         | Kreidler          | +1 ronde    | 1    |
| 11   | Oscar Ekstrandt      | Delta             |             |      |
| 12   | Pentti Salonen       | Puch              |             |      |
| 13   | Rein Gijsman         | Kreidler          |             |      |
| 14   | Markku Matikainen    | Kreidler          |             |      |
| 15   | Joop Zwetsloot       | Roton             |             |      |
| 16   | Wolfgang Golembeck   | Kreidler          |             |      |
| Ret  | Julien van Zeebroeck | Van Veen-Kreidler | Ret         |      |
| Ret  | Cees van Dongen      | Kreidler          | Ret         |      |
| Ret  | Henk van Kessel      | Kreidler          | Ret         |      |